# Anders Cederström i Sanda
Anders Cederström, född 4 oktober 1834 i Ingarö, död 24 oktober 1894 i Stockholm, godsägare och riksdagsman. 
Cederström var ägare till godsen och fideikommissen Beatelund på Värmdö och Ektorp i Västerhaninge samt arrendator på Sanda i Österhaninge. I riksdagen var han ledamot av andra kammaren för Södertörns domsagas valkrets 1873–1878 samt 1880–1881.
Han var son till friherren och riksdagsmannen Anders Cederström i Beatelund och sonson till friherren och riksdagsmannen Anders Cederström. Han var själv far till "flygarbaronen" Carl Cederström.
Den äldste sonen, filosofie licentiat Anders Cederström (1865-1921), som var zymotekniker, var den siste fideikommissarien på Beatelund. Hans äldste son, agronomen Anders Cederström, ärvde Ektorp. Dennes bror, Bror-Gösta Cederström, var biblioteksman.